# Липино (Московская область)
Липино — деревня в Дмитровском городском округе Московской области России.
Расположена на северо-западе округа, на границе с Тверской областью, примерно в 38 км к северо-западу от Дмитрова, на правом берегу реки Сестры, высота центра — 119 м над уровнем моря. Ближайшие населённые пункты — Тишино и Кувалдино на северо-востоке и Ступино на юге.
С 1994 по 2006 год входила в состав Зареченского сельского округа, с 2006 по 2018 год — в состав сельского поселения Куликовское.
В деревне находится филиал Московской областной психиатрической больницы № 14.

## Население
| 2002 | 2006 | 2010 |
| ---- | ---- | ---- |
| 87   | ↘86  | ↘69  |